# 牛犊胸腺

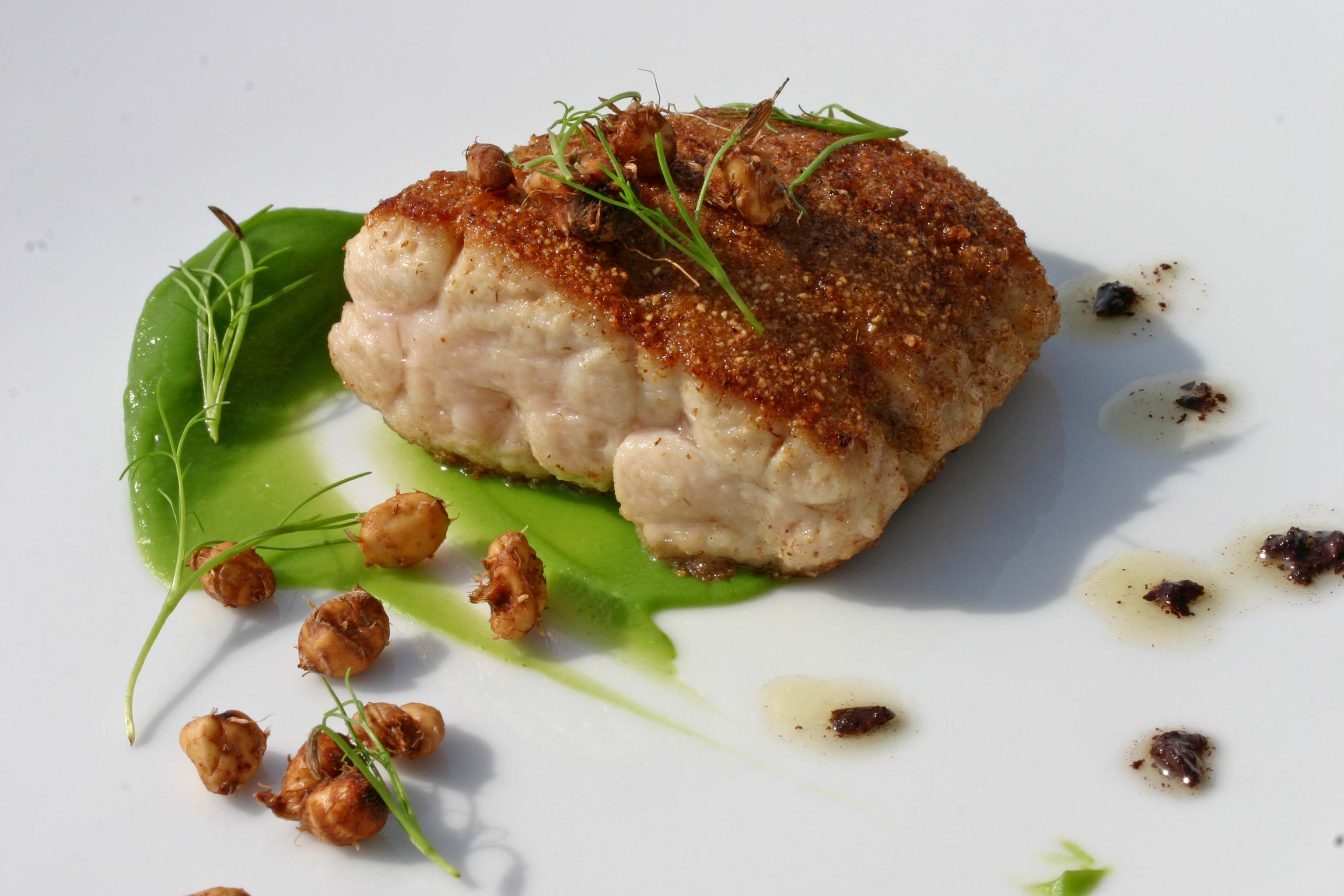
乾煎小牛胸腺佐菜泥

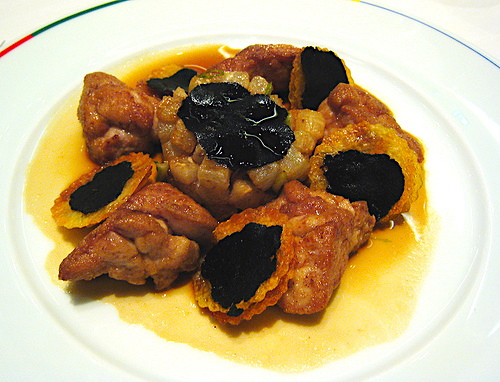
脆炸小牛胸腺佐松露料理

牛犊胸腺，亦称小牛胸腺、羔牛胸腺、牛仔胸腺（法語：Ris de veau），是法國、意大利的一种高级料理，由牛犊的胸腺制成。
和人类一样，牛的胸腺是免疫器官，成年后会逐渐萎缩。需取春夏之交的小牛胸腺制作，异味方较轻。材料准备极其繁琐费时，在將胸腺去除筋膜並洗淨後，泡入加上白酒醋的冰水去腥，再放入牛奶，以小火煮到微滾，隨後再泡冰水方可。烹飪时一般沾麵粉以黃油煎香，配以醬汁，即可使用。也有水煮或油炸等做法。菜品口感順滑、細膩。
羊羔的胸腺亦可以類似方法製作。偶有用豬仔為材料的地區。